# Pulo Peding
Pulo Peding is een bestuurslaag in het regentschap Aceh Tenggara van de provincie Atjeh, Indonesië. Pulo Peding telt 356 inwoners (volkstelling 2010).